# Tomaso Binga
Tomaso Binga née Bianca Pucciarelli en 1931 à Salerne est une performeuse, une poétesse, une artiste visuelle, radicale et féministe italienne. Elle vit et travaille à Rome.

## Biographie
Elle participe au mouvement féministe des années 1960. En 1971, elle décide de prendre le pseudonyme masculin Tomaso Binga pour protester contre les privilèges dont bénéficient les hommes. Elle adopte une identité sexuelle travestie afin de parodier et discréditer le monde masculin.
Elle organise des événements d’avant-garde avec des performances, des collages, de la poésie sonore, de la peinture. En 1977, elle performe la cérémonie de mariage avec le « je linguistique » de Tomaso et le « je bourgeois » de Bianca elle-même, à la galerie Campo D de Rome. Cette cérémonie est une parodie de la métamorphose de la femme en artiste.
Tomaso Binga joue avec les lettres de l'alphabet comme un abécédaire fait de chair pour remettre en cause le sexisme et les conventions de notre langage. En 1976, elle reproduit avec son corps les lettres de l'alphabet.
En 1977, elle écrit une courte lettre chaque dimanche à un ami. Elle écrit le dimanche, car c'est le seul jour de la semaine qui se dit au féminin en italien. Elle rassemble ses lettres et en fait une installation l’œuvre Ti scrivo solo di domenica.
À la fin des années 1970, son travail prend des allures de poésie concrète. Elle imprime une série faite d'idéogrammes qui superposent deux graphèmes dactylographiés en deux couleurs à intervalles réguliers.
En 2019, elle réalise une nouvelle interprétation de son œuvre Scrittura vivente, pour la collection automne-hiver de Dior.

## Expositions
- Polistirolo e Ritratti Analogici, galerie Diagramma 32, Naples, 1972
- 14ème Biennale de São Paulo, 1977
- Just Married, galerie Campo D, Rome, 1977
- Io sono una carta, Galerie d'art moderne, Bologne, 1977
- Materializzazione del Linguaggio, Biennale de Venise, 1978
- Scrivere non è descrivere, Galleria Tiziana Di Caro, Naples, 2015
- A Silenced Victory, Mimosa House, Londres, 2019[6]
- Scrittura vivente, Dior Automne-Hiver 2019-2020, 2019
- rétrospective de 1972 à 1017, Galleria Tiziana Di Caro, Naples, 2020
- Feminist Works, 1970-1980, Galleria Mascherino, Rome, 2020[7]
- Il latte dei sogni, Biennale de Venise, 2022
- Corps - poésie, La Galerie, centre d'art contemporain de Noisy-le-Sec

## Distinctions
- prix Premio Feronia-Città di Fiano, pour le recueil de poésie Valore vaginale, 2010